# 義勇軍進行曲
義勇軍進行曲（ぎゆうぐんしんこうきょく、簡体字: 义勇军进行曲、拼音: Yìyǒngjūn Jìnxíngqǔ）は、中華人民共和国の国歌である。日本語では義勇軍行進曲とも表記される。2004年以降、中華人民共和国憲法で国歌として正式に規定され、中華人民共和国国歌法で演奏に関する規則や国民の義務について定められている。

## 概説
1935年の中国映画『風雲児女』の主題歌として作曲された。田漢（田汉、Tián Hàn）作詞、聶耳（聂耳、Niè Ěr）作曲。日中戦争中、各地の文工団などで代表的な抗日歌曲として広く歌われた。強い歌詞と勇壮な旋律で中国の人々の心を捉え、抗日救国、民族解放の象徴的な歌として国内で広く歌われ、アメリカをはじめとして国外にも伝播した。また、中華民国国民革命軍第5軍第200師団の軍歌にも制定された。1949年9月、中華人民共和国の建国を前に国歌を制定するための公募が行われたが、決定には至らなかった。そのため、同年10月1日の建国の直前、9月27日に中国人民政治協商会議で『義勇軍進行曲』が正式な国歌が制定されるまでの暫定的な国歌として決定された。正式な国歌は結局制定されなかった。
その後、1966年から始まった文化大革命中は、作詞者の田漢が批判・迫害されたこともあって歌詞は歌われなくなり、曲の演奏も少なくなって消滅しかけた。これに代わり、毛沢東を讃える歌『東方紅』が事実上の国歌として扱われた。
文革終結直後の1978年3月に、第五期全国人民代表大会第一回会議で歌詞が変更されたうえ、正式な国歌とされた。この時に改められた歌詞は「集団作詞」による、毛沢東や中国共産党を讃える内容を含んだ政治色の強い内容であった。1978年当時は毛沢東を信奉する勢力がいまだ多かったこと、1979年に行われた田漢の名誉回復の前だったことが歌詞改訂の理由とされている。文革処理がほぼ終わった、1982年12月の第五期全国人民代表大会第五回会議で、田漢の作詞による元の歌詞に戻され、「義勇軍進行曲」の副題も復活した。
2004年の第十期全国人民代表大会第二次会議に中華人民共和国憲法が改正され、国歌は「義勇軍進行曲」であることが明記された。2017年6月22日に、愛国教育の一環として「国歌法」の草案が、全国人民代表大会常務委員会第二十八回会議に上程され、8月28日の修正案審議を経て、9月1日の第十二期全国人大常委会第二十九回会議で「中華人民共和国国歌法」を採択し、2017年10月1日から施行した。

## 歴史

### 創作過程

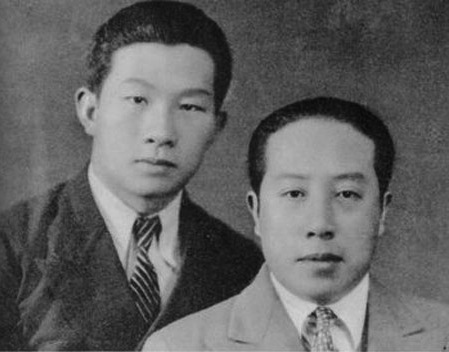
作曲者の聶耳（左）、作詞者の田漢（右）、1933年に上海市で撮影

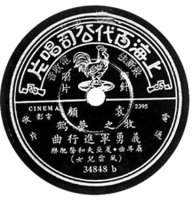
1935年に百代唱片が出版した義勇軍進行曲のレコード

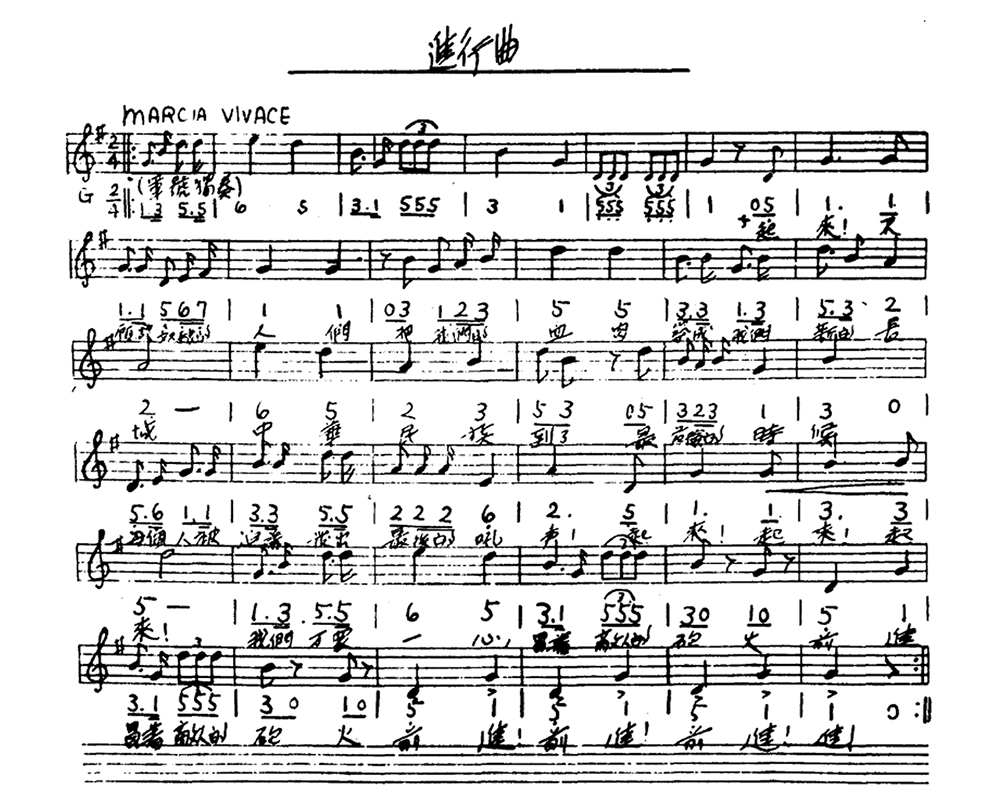
聶耳が自筆した義勇軍進行曲の楽譜

1934年秋、田漢が映画脚本『鳳凰の再生』を書いた。当時、まだ題名がついていなかったが、1934年から1935年にかけて主題歌の歌詞を書き、国民政府に逮捕され投獄された。1935年2月、電通影片公司が映画脚本の題名を『風雲児女』に変更した。1935年5月9日、百代公司がレコードを録音発行し、袁牧之、顧夢鶴および電通影片公司合唱団が初めて披露した。
最初はこの曲が映画中の主人公で詩人の宗白華（袁牧之が演じる）が書いた『万里長城』の詩の一節とされていた。現存する聶耳によるこの曲の手稿のコピー譜では、タイトルは単に行進曲となっている。5月9日に録音されたレコードでは、曲名がすでに『義勇軍進行曲』となっている。
また、「反滿抗日義勇軍進行曲」と最初に名付けられていたという説は2010年以前のいかなる文献にも記載されていない。
田漢が書いた歌詞により早い段階の原型が存在したかどうかについては定説がない。2002年、遼寧省党委党史部門が採風を行った際、一人の老人が朗唱した『血盟救国軍軍歌』の歌詞が義勇軍進行曲と非常によく似ていた。しかし、その老人が朗唱した旋律は東北民歌の『蘇武牧羊歌』や『大帥練兵歌』に近いものだった。また、血盟救国軍は1931年10月に遼東清原県で創設された。
現行版（原版）楽譜の詞作者として田漢のみが記載されているが、実際には孫師毅や聶耳も作詞に関与していた。孫師毅は田漢原詩の「冒着敌人的飞机大炮」を「冒着敌人的炮火」と改め、元の語弊を除き、より簡潔で象徴的なものにした。聶耳は「冒着敌人的炮火，前进！」を繰り返し、さらに「前进！前进！进！」を結びに加えて呼号を強調し、この歌詞が中国語歌唱の腔と詞の関係により適うものとなった。

### 国歌に採用された経緯
日中戦争期、この曲はすでに世界的に知られていた。1937年9月、呉暁邦が上海救亡演劇隊に参加し、京滬線上で公演した際、義勇軍進行曲をもとに初の抗戦ダンス作品を創作した。国民革命軍第200師師長戴安瀾はこれを同師の軍歌に定め、1942年にビルマ遠征にも歌われた。一部の記録では、この曲が一時的に国歌を置き換え、昇旗曲として使用された例もある。1947年2月8日、中華民国南京国民政府行政院はこの曲の放送や録音を禁止した。葉剣英の回想によれば、第二次世界大戦中、多くの反ファシズム連合国のラジオが本曲を中国国歌として流していたため、当時中華民国国統区の国歌（「三民主義 吾党所宗」バージョン）を知らなかった者もいた。
1949年7月4日、中南海勤政殿第一会議室で新政治協商会議準備会第六グループの第一回会議が開かれ、葉剣英の推薦により、郭沫若、田漢、茅盾、銭三強、欧陽予倩の5人が国歌歌詞選定委員会を結成し、郭沫若が召集人となった。8月5日、第六グループ第二回会議では、音楽専門家の馬思聡、賀緑汀、呂驥、姚錦の4名を国歌歌詞選定委員会の顧問に任命することが決定された。郭沫若らが起草した「国旗・国章図案及び国歌歌詞募集告知」は毛沢東、周恩来による改訂・承認を経て、『人民日報』、『天津日報』、『光明日報』などの各大新聞に8日連続で掲載された。同時に中国本土、香港、海外華僑の新聞でも転載された。
8月24日までに、準備会は国歌に関する応募原稿を350篇以上受け取った。同日、第六小組の第三回会議が北京飯店で開催され、応募された国歌の歌詞を分析したが、選ぶべきものは少ないと判断された。9月14日、第六小組の第四回会議で馬寅初は、国歌を正式な大会までに決定するのは難しいと発言した。9月17日、新政协準備会の第二回全体会議が開かれ、この仕事を担当する第六小組が、直接政协第一届全体会議主席団に作業状況を報告することとなった。9月21日、第六小組は合計で国歌応募案632件、歌詞694首を受け取った。同日、中国人民政治協商会議第一届全体会議が北平で開催され、55人からなる国旗・国章・国歌・首都・紀年案審査委員会が設立され、馬叙倫が召集人となった。
9月25日、中南海豊沢園で、毛沢東、周恩来が国旗・国章・国歌・紀年・首都に関する協議座談会を開催し、郭沫若、茅盾、黄炎培、陳嘉庚、張奚若、馬叙倫、田漢、徐悲鴻、李立三、洪深、艾青、馬寅初、梁思成、馬思聡、呂驥、賀緑汀ら18人が出席した。馬叙倫らは義勇軍進行曲を暫定国歌に用いることを提案し、徐悲鴻、郭沫若ら多くの委員が賛成した。一部の委員は歌詞の「中华民族到了最危险的时候」が適切でないと考え、郭沫若や田漢らは歌詞の修正を提案し、郭沫若は3つの段落案も作成した。しかし張奚若や梁思成は、フランスの『ラ・マルセイエーズ』の例を挙げ、この曲が歴史的産物であり、その完全性を維持するために歌詞や曲を修正すべきでないと主張した。黄炎培も修正には賛成しなかった。周恩来は「もとの歌詞で使うことでこそ感情を鼓舞できる。修正すると歌ってもその感情がなくなる」として原歌詞のままを提案した。最終的に毛沢東の決定のもと、出席委員は一致して義勇軍進行曲を国歌の代用とすることに同意した。
この後、毛沢東、周恩来と出席者がともに義勇軍進行曲を合唱し、座談会は終了した。9月27日、中国人民政治協商会議第一届全体会議は正式に『中華人民共和国国都、紀年、国歌、国旗に関する決議』を採択し、「中華人民共和国の国歌が正式に制定されるまで、義勇軍進行曲を国歌とする」と決定した。1953年に完成した管弦楽総譜は李煥之の手によるものである。
1949年11月15日、『人民日報』は国旗、国歌、紀年号に関する「新華社読者からの質問への回答」を発表した。その中で「義勇軍進行曲は十数年来、中国の広範な人民の闘争の中で最も流行した歌であり、すでに歴史的意義を持っている。義勇軍進行曲を中華人民共和国の現時点の国歌として修正せず採用するのは、人民に祖国創造の過程での困難や苦悩を思い起こさせ、人民が反帝国主義侵略に対する愛国熱情を発揮し、革命を最後までやりぬくよう鼓舞するためである。これはソ連人民が長年にわたり『インターナショナル』を国歌としてきたことや、フランス人民が今日もなお『ラ・マルセイエーズ』を国歌としているのと同じ役割を果たしている」と述べた。

### 文化大革命時の歌詞廃止
義勇軍進行曲は国歌として17年間歌われてきた。1966年に始まった「文化大革命」で田漢は「右翼」とされ、1968年に冤罪のまま亡くなった。その作品も「政治問題」と見なされた。特に1970年には全国規模で田漢、周揚、夏衍、陽翰笙の“四条漢子”が大批判の対象となり、その一人である田漢は1975年、「組織」の名義で「叛徒」とされ、「永遠に党籍剥奪」となった。そのため田漢が批判され始めて以降、彼が作詞した歌は歌えなくなり、正式な場では義勇軍進行曲は演奏のみとなり、歌唱は禁止された。群衆集会では『東方紅』や『大海航行靠舵手』などが高らかに歌われるのみであった。
田漢の歌詞が歌えなくなったことで、当時の社会では国歌歌詞の改訂ブームが巻き起こった。

### 文化大革命以後

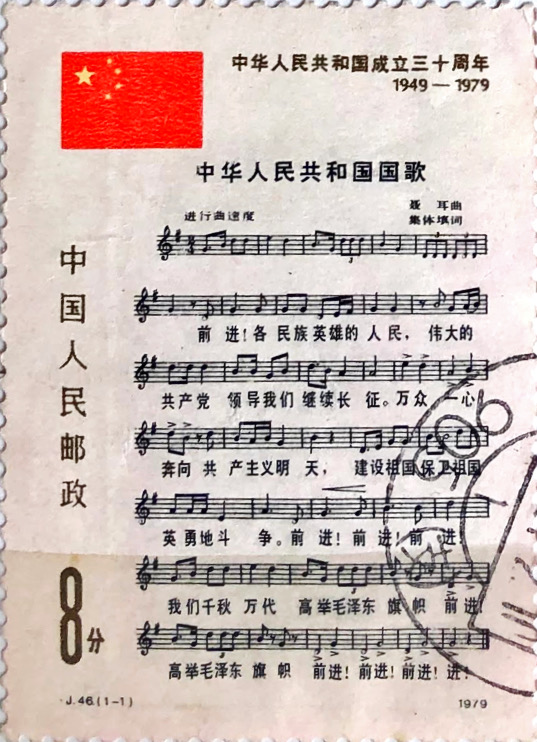
中国人民郵政が1979年に発行した中華人民共和国成立30周年記念切手

文化大革命が終結した後、当時の中共中央は、党主席兼総理華国鋒の指導の下で新しい歴史時期に入ったと判断し、義勇軍進行曲の歌詞は既に変化した現実を反映できていないとみなした。1977年、全国人民代表大会は「中華人民共和国国歌征集小組」を設立し、千件以上の応募を受け取った。最終的に李煥之が作曲した詞が大会代表の討論・修正に付された。1978年3月5日、第五届全国人民代表大会第一次会議で新しい歌詞が採択され、この集団作詞の国歌は『続けよ革命の戦歌』とも呼ばれた。
国歌は普通の歌とは異なるため、その安定性を保つ目的で、「聶耳作曲・集体作詞」とのみ記し、編曲者の氏名は一切表記しなかった。
中国人民郵政が1979年に発行した中華人民共和国成立30周年記念切手（番号J.46(1-1)、額面8分）には、集体填词版『中華人民共和国国歌』と楽譜が描かれている。
中国共産党第11期第3回中央委員会全体会議以後、1979年、中央専案組による田漢への「結論」は覆された。田漢は名誉回復・平反され、1979年4月25日に北京八宝山革命公墓で遅ればせながら追悼会が開かれた。1982年12月4日、第五期全国人民代表大会第五回会議は『中華人民共和国国歌に関する決議』を可決し、1978年3月に全国人民代表大会で採択された歌詞を撤回、田漢作詞・聶耳作曲の義勇軍進行曲を中華人民共和国国歌として復活させた。

### 現行版
2004年3月14日、第十届全国人民代表大会第二回会議は憲法改正案を可決し、義勇軍進行曲を正式に中華人民共和国国歌として憲法に明記した。2017年10月1日施行の中華人民共和国国歌法により、国歌の標準版簡譜および五線譜が発表された。人民音楽出版社は国歌法施行前に中国人民解放軍軍楽団と協力して国歌管楽版録音を発表し、このバージョンが2024年9月以前、中国政府ウェブサイトで標準版として掲載されていた。人民音楽出版社は2019年に国歌のピアノ伴奏譜、軍楽総譜、管弦楽総譜を出版した。2024年9月1日、国歌演奏版の標準楽譜が発表され、2019年出版のバージョンに比べて若干の改訂がなされた。
2005年5月26日、中華人民共和国国家版権局は中国音楽著作権協会への回答で、芸術創作の観点から国歌も他の文学芸術作品と本質的な違いはなく、中華人民共和国著作権法により同等に保護されるべきであると表明した。
2021年3月1日、《〈中華人民共和国国歌〉国家通用手話方案》（GF0024-2020）が国家言語文字工作委員会の言語文字規範として施行された。これにより、手話版義勇軍進行曲が正式に発表された。
2024年9月1日、国歌の標準演奏楽譜および公式録音版が発表された。

## 歌詞

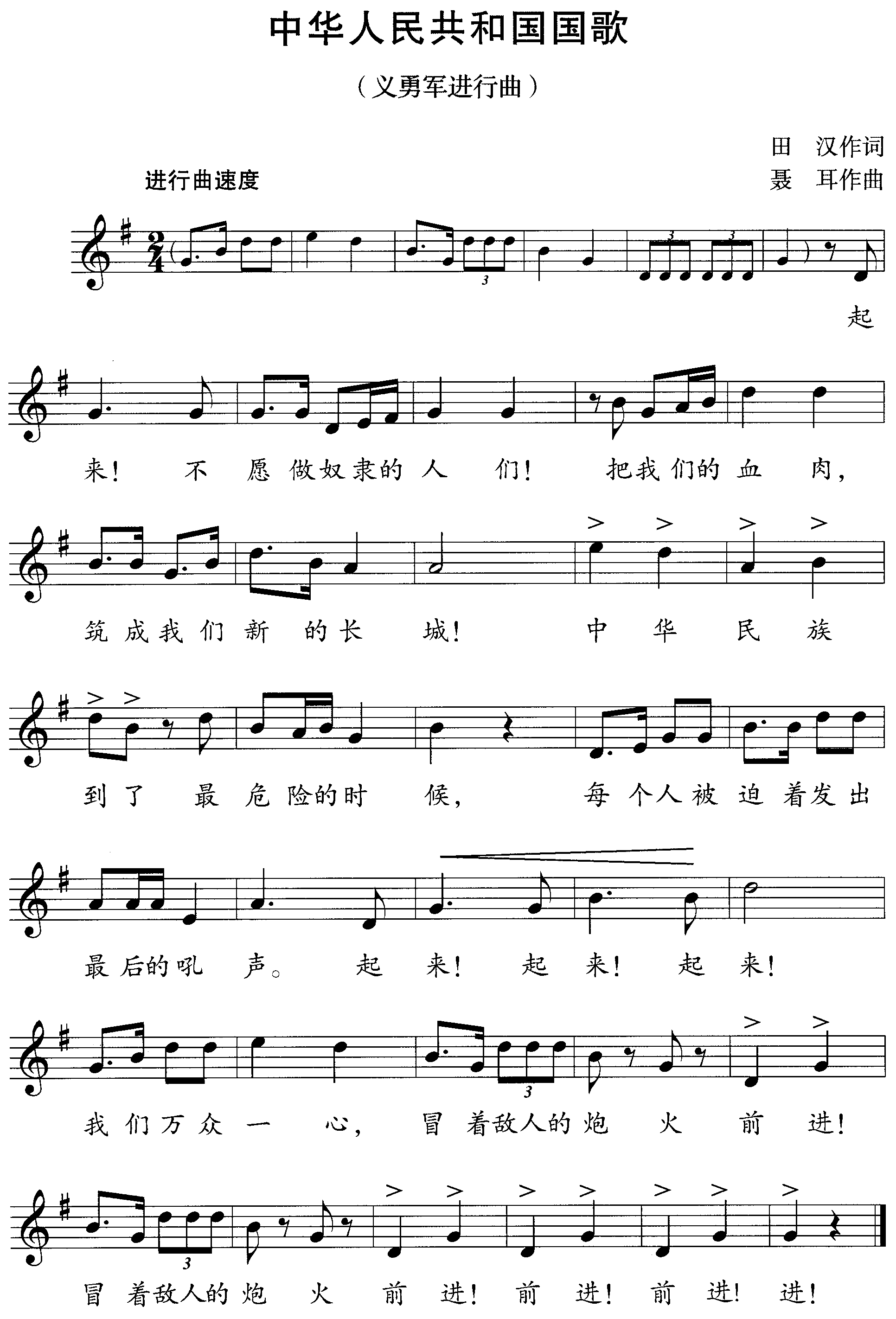
中華人民共和国国歌法附則にある楽譜

### 中国語歌詞
簡体字

起来！ 不愿做奴隶的人们！

把我们的血肉， 筑成我们新的长城！ 

中华民族到了最危险的时候，

每个人被迫着发出最后的吼声。

起来！ 起来！ 起来！

我们万众一心，

冒着敌人的炮火， 前进！

冒着敌人的炮火， 前进！

前进！ 前进！ 进！
繁体字

起來！ 不願做奴隸的人們！

把我們的血肉， 築成我們新的長城！

中華民族到了最危險的時候，

每個人被迫着發出最後的吼聲。

起來！  起來！  起來！

我們萬眾一心，

冒着敵人的炮火， 前進！

冒着敵人的炮火， 前進！

前進！ 前進！ 進！
日本で使用される字体での表記
起来！不願做奴隷的人們！
把我們的血肉、築成我們新的長城！
中華民族到了最危険的時候、
毎個人被迫着発出最後的吼声。
起来！起来！起来！
我們万衆一心、
冒着敵人的炮火、前進！
冒着敵人的炮火、前進！
前進！前進！進！

### 日本語訳詞
立ち上がれ！奴隷となることを望まぬ人びとよ！
我らが血肉で築こう新たな長城を！
中華民族に最大の危機がせまる、
一人ひとりが最後の雄叫びをあげる時だ。
立ち上がれ！立ち上がれ！立ち上がれ！
我々すべてが心を一つにして、
敵の砲火に向かって進め！
敵の砲火に向かって進め！
進め！進め！進め！

## 文革終結直後に採用されていた歌詞

### 中国語歌詞（文革直後）
文化大革命（1966年 - 1976年）直後、1978年から1982年まで採用されていた歌詞。
簡体字

前进！各民族英雄的人民！

伟大的共产党，领导我们继续长征。

万众一心奔向共产主义明天，

建设祖国，保卫祖国，英勇的斗争。

前进！前进！前进！

我们千秋万代，

高举毛泽东旗帜， 前进！

高举毛泽东旗帜， 前进！

前进！前进！进！
繁体字
前進！各民族英雄的人民！

偉大的共產黨，領導我們繼續長征。

萬眾一心奔向共產主義明天，
 建設祖國，保衛祖國，英勇地鬥爭。 

前進！前進！前進！ 

我們千秋萬代, 
高舉毛澤東旗幟，前進！

高舉毛澤東旗幟，前進！

前進！前進！進！
日本で使用される字体での表記
前進！各民族英雄的人民！
偉大的共産党、領導我們継続長征。
万衆一心奔向共産主義明天、
建設祖国、保衛祖国、英勇的闘争。
前進！前進！前進！
我們千秋万代、
高挙毛沢東旗幟、前進！
高挙毛沢東旗幟、前進！
前進！前進！進！

### 日本語訳詞
進め！ 各民族の英雄なる人民よ！
偉大なる共産党は、我らを率いて長征を継続する。
全ての人々が心を一つにして共産主義の明日に向かい、
祖国の建設、祖国の防衛に、英雄的な闘争を。
進め！ 進め！ 進め！
我々は千秋万代に亘って、毛沢東の旗を高く掲げて、進め！
毛沢東の旗を高く掲げて、進め！
進め！ 進め！ 進め！